# Delias nais
Delias nais é uma borboleta da família Pieridae. Foi descrita por Karl Jordan em 1912 e é endémica da Nova Guiné.

## Subespécies
- D. n. nais (Monte Golias, Montanhas Centrais, Irian Jaya: Províncias das Terras Ocidentais e Meridionais, Papua Nova Guiné)
- D. n. aegle Joicey & Talbot de 1922 (Planalto Central, Papua Nova Guiné)
- D. n. beehleri van Mastrigt 2011 (Montes Foja, Papua Ocidental)
- D. n. Keysseri Rothschild, 1925 (Montes Rawlinson, Papua Nova Guiné)
- D. n. odilae Gotts & Ginn, 2004 (Montanhas Prince Alexander, Papua Nova Guiné)